# Le Bouchage (Isère)
Pour les articles homonymes, voir Le Bouchage.
Le Bouchage est une commune française située dans le département de l'Isère, en région Auvergne-Rhône-Alpes.
Ses habitants sont les Boucharants.

## Géographie

### Situation et description
Le village se situe au nord de l'agglomération de La Tour-du-Pin, dans le département français de l'Isère, dans la région du Bas-Dauphiné, également dénommé sous le terme de Nord-Isère.

### Communes limitrophes
Le territoire communal est limitrophe de six communes, dont une seule est située dans le département de l'Ain (depuis la fusion de Groslée et de Saint-Benoit), les autres étant situées dans le département de l'Isère.

### Climat
Pour des articles plus généraux, voir Climat d'Auvergne-Rhône-Alpes et Climat de l'Isère.
En 2010, le climat de la commune est de type climat océanique altéré, selon une étude du Centre national de la recherche scientifique s'appuyant sur une série de données couvrant la période 1971-2000. En 2020, Météo-France publie une typologie des climats de la France métropolitaine dans laquelle la commune est exposée à un climat de montagne ou de marges de montagne et est dans la région climatique  Alpes du nord, caractérisée par une pluviométrie annuelle de 1 200 à 1 500 mm, irrégulièrement répartie en été. 
Pour la période 1971-2000, la température annuelle moyenne est de 11,3 °C, avec une amplitude thermique annuelle de 18 °C. Le cumul annuel moyen de précipitations est de 1 075 mm, avec 10,5 jours de précipitations en janvier et 6,8 jours en juillet. Pour la période 1991-2020, la température moyenne annuelle observée sur la station météorologique de Météo-France la plus proche, « Montagnieu », sur la commune de Montagnieu à 14 km à vol d'oiseau, est de 12,4 °C et le cumul annuel moyen de précipitations est de 1 099,9 mm,. Pour l'avenir, les paramètres climatiques de la commune estimés pour 2050 selon différents scénarios d'émission de gaz à effet de serre sont consultables sur un site dédié publié par Météo-France en novembre 2022.

### Hydrographie

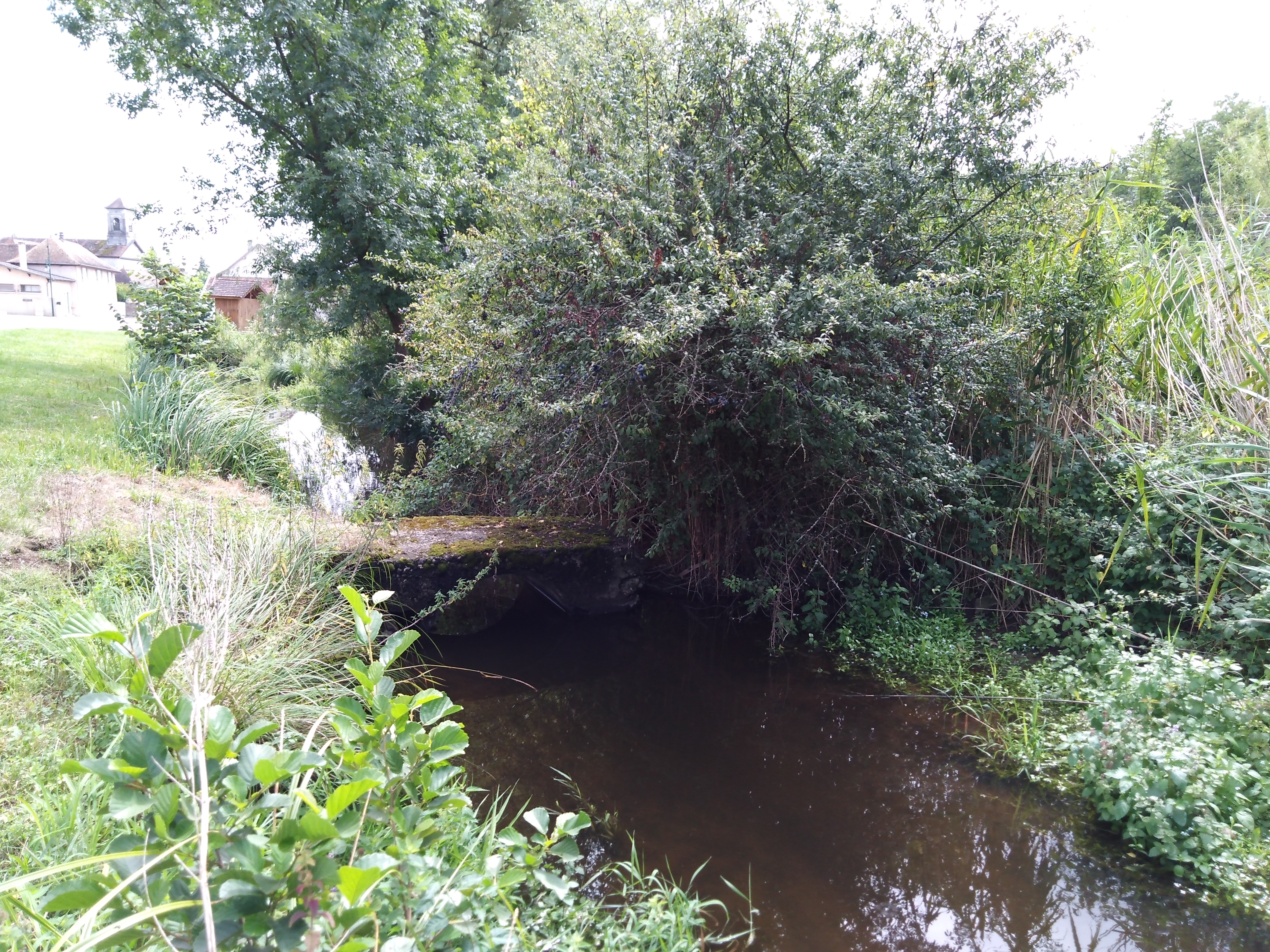
Canal du Boiron.

- Le Rhône borde la partie orientale du territoire communal.
- L'Huert, affluent en rive gauche du Rhône, traverse la commune.
- Le canal du Boiron.

### Voies de communication
La route départementale 33 (RD33), qui traverse le bourg, relie le centre de Morestel au pont d'Évieu (commune de Groslée-Saint-Benoit dans l'Ain) sur le Rhône.

## Urbanisme

### Typologie
Au 1er janvier 2024, Le Bouchage est catégorisée commune rurale à habitat dispersé, selon la nouvelle grille communale de densité à sept niveaux définie par l'Insee en 2022.
Elle est située hors unité urbaine. Par ailleurs la commune fait partie de l'aire d'attraction de Morestel, dont elle est une commune de la couronne,. Cette aire, qui regroupe 3 communes, est catégorisée dans les aires de moins de 50 000 habitants,.

### Occupation des sols
L'occupation des sols de la commune, telle qu'elle ressort de la base de données européenne d’occupation biophysique des sols Corine Land Cover (CLC), est marquée par l'importance des territoires agricoles (82,2 % en 2018), en augmentation par rapport à 1990 (81,1 %). La répartition détaillée en 2018 est la suivante : 
terres arables (48 %), zones agricoles hétérogènes (31,3 %), forêts (11,1 %), zones urbanisées (4,9 %), prairies (3 %), milieux à végétation arbustive et/ou herbacée (1 %), eaux continentales (0,7 %). L'évolution de l’occupation des sols de la commune et de ses infrastructures peut être observée sur les différentes représentations cartographiques du territoire : la carte de Cassini (XVIIIe siècle), la carte d'état-major (1820-1866) et les cartes ou photos aériennes de l'IGN pour la période actuelle (1950 à aujourd'hui).

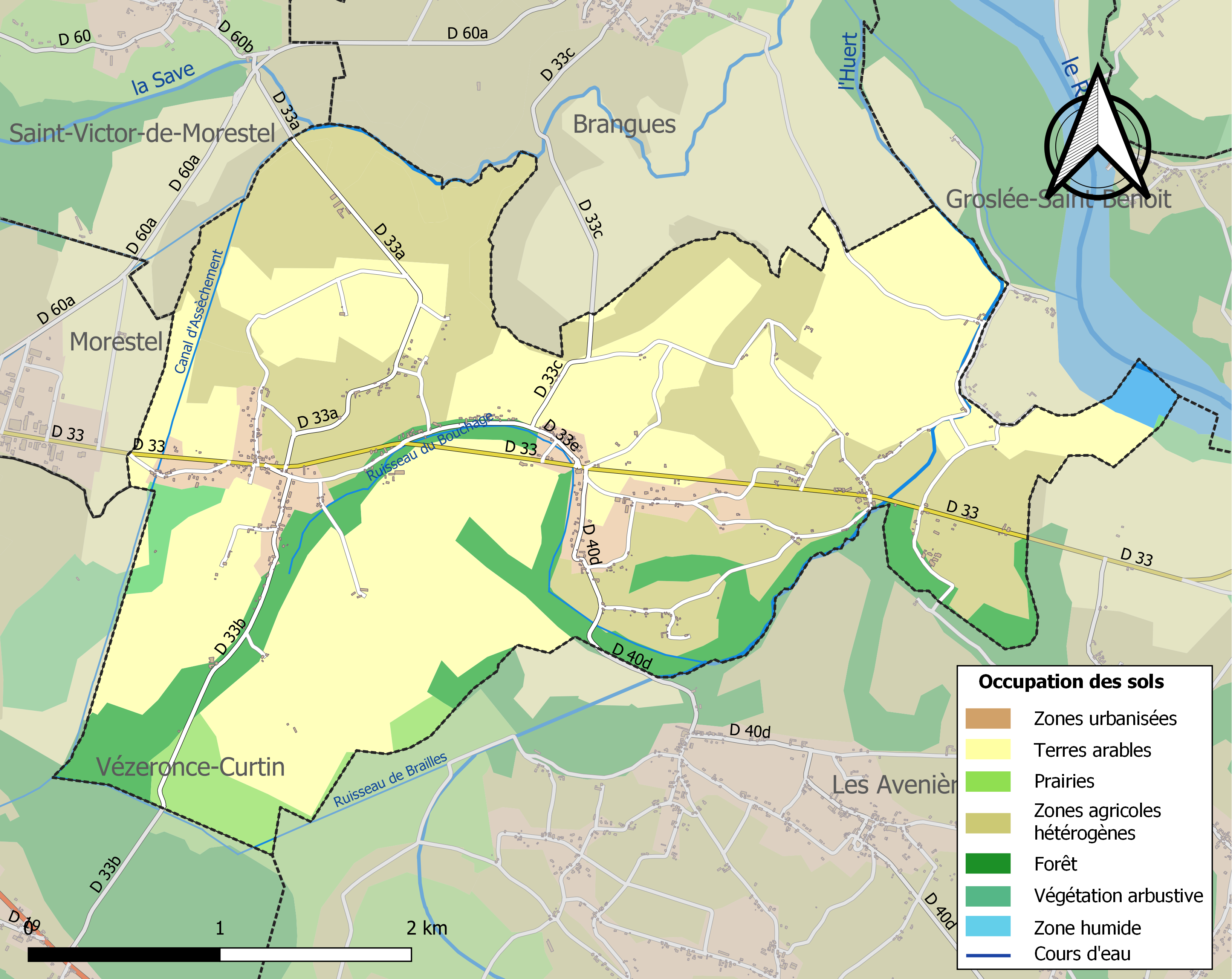
Carte des infrastructures et de l'occupation des sols de la commune en 2018 (CLC).

### Risques naturels et technologiques

#### Risques sismiques
L'ensemble du territoire de la commune du Bouchage est situé en zone de sismicité n°3 (sur une échelle de 1 à 5), comme la plupart des communes de son secteur géographique.
| Type de zone | Niveau            | Définitions (bâtiment à risque normal) |
| ------------ | ----------------- | -------------------------------------- |
| Zone 3       | Sismicité modérée | accélération = 1,1 m/s2                |

## Histoire

### Antiquité et Moyen Âge
La région du Bouchage se situe dans la partie occidentale du territoire antique des Allobroges, ensemble de tribus gauloises occupant l'ancienne Savoie, ainsi que la partie du Dauphiné, située au nord de la rivière Isère.

## Politique et administration

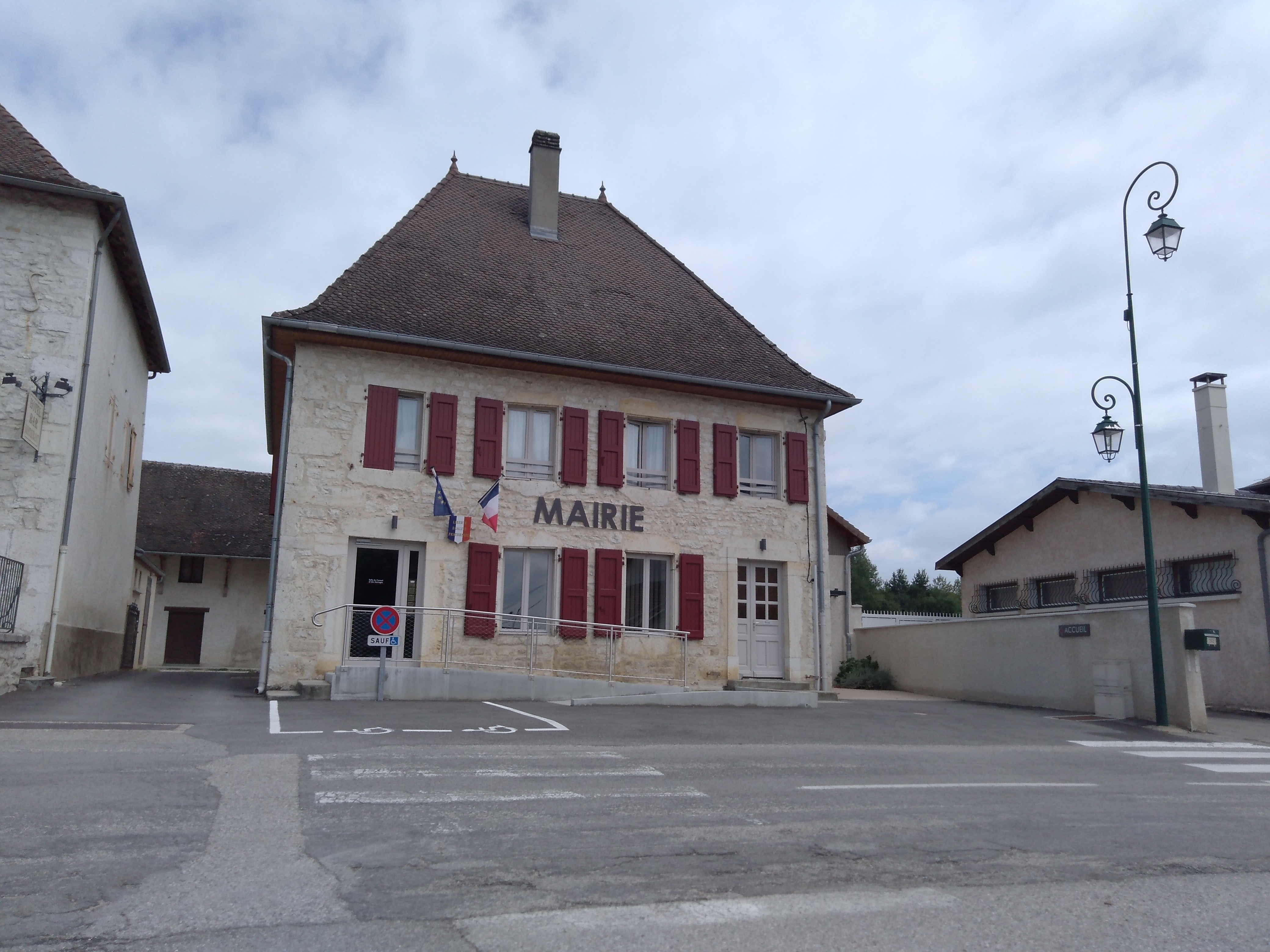
Mairie du Bouchage

### Liste des maires
| Période                                  | Période      | Identité        | Étiquette | Qualité |
| ---------------------------------------- | ------------ | --------------- | --------- | --- |
| mars 2001                                | octobre 2008 | Gilles Moyroud  | DVG       | Décédé en 2016 |
| novembre 2008                            | janvier 2012 | Michel Andlauer |           | |
| janvier 2012,                            | En cours     | Annie Pourtier  | DVD       | Professeure des écoles 4e vice-présidente de la CC du Pays des Couleurs chargée de l'apprentissage de la natation en milieu scolaire, de la musique à l'école, de la culture et du patrimoine, Conseillère départementale depuis 2015, |
| Les données manquantes sont à compléter. |              |                 |           | |

## Population et société

### Démographie
L'évolution du nombre d'habitants est connue à travers les recensements de la population effectués dans la commune depuis 1793. Pour les communes de moins de 10 000 habitants, une enquête de recensement portant sur toute la population est réalisée tous les cinq ans, les populations de référence des années intermédiaires étant quant à elles estimées par interpolation ou extrapolation. Pour la commune, le premier recensement exhaustif entrant dans le cadre du nouveau dispositif a été réalisé en 2007.

En 2022, la commune comptait 648 habitants, en évolution de +3,85 % par rapport à 2016 (Isère : +3,07 %, France hors Mayotte : +2,11 %).
| 1793 | 1800 | 1806 | 1821 | 1831 | 1836 | 1841  | 1846  | 1851  |
| ---- | ---- | ---- | ---- | ---- | ---- | ----- | ----- | ----- |
| 619  | 642  | 737  | 760  | 849  | 926  | 1 022 | 1 047 | 1 031 |

| 1856 | 1861 | 1866 | 1872 | 1876 | 1881 | 1886 | 1891 | 1896 |
| ---- | ---- | ---- | ---- | ---- | ---- | ---- | ---- | ---- |
| 996  | 938  | 929  | 957  | 965  | 903  | 924  | 907  | 908  |

| 1901 | 1906 | 1911 | 1921 | 1926 | 1931 | 1936 | 1946 | 1954 |
| ---- | ---- | ---- | ---- | ---- | ---- | ---- | ---- | ---- |
| 856  | 810  | 727  | 640  | 665  | 584  | 581  | 518  | 476  |

| 1962 | 1968 | 1975 | 1982 | 1990 | 1999 | 2006 | 2007 | 2012 |
| ---- | ---- | ---- | ---- | ---- | ---- | ---- | ---- | ---- |
| 416  | 384  | 334  | 397  | 424  | 462  | 549  | 561  | 592  |

| 2017 | 2022 | - | - | - | - | - | - | - |
| ---- | ---- | - | - | - | - | - | - | - |
| 623  | 648  | - | - | - | - | - | - | - |

### Enseignement
La commune est rattachée à l'académie de Grenoble.

### Médias
Historiquement, le quotidien à grand tirage Le Dauphiné libéré consacre, chaque jour, y compris le dimanche, dans son édition du Nord-Isère, un ou plusieurs articles à l'actualité à la communauté de communes, quelquefois à la commune, ainsi que des informations sur les éventuelles manifestations locales, les travaux routiers, et autres événements divers à caractère local.

## Culture et patrimoine

### Lieux et monuments
- Maison forte de Saint-Julien.
- Église paroissiale Saint-Julien du XIXe siècle.
- Le monument aux morts communal qui se présente sous la forme d'un simple obélisque sur socle, orné d'une courrone. Celui-ci est dédié aux soldats de la commune morts durant les deux guerres mondiales[31].

### Zones naturelles protégées
La commune compte plusieurs zones naturelles d'intérêt écologique, faunistique et floristique (ZNIEFF), de type I
- Milieux alluviaux du Rhône du Pont de Groslée à Murs et Gélignieux

Le site est classé ZNIEFF sous le numéro régional no 01230002. Il comprend la réserve naturelle des Iles du Haut-Rhône, site Natura no FR8201748.
- Rivière de la Save et zones humides associées
- Rivière et zone humide de l'Huert
- Zones humides des Marais et des Sétives

### Personnalités liées à la commune
- Imbert de Batarnay, dit Monsieur du Bouchage, conseiller de Louis XI et de ses successeurs.
- François Joseph de Gratet, vicomte du Bouchage,

### Héraldique
| Blason de Bouchage (Le) | Blason  | Écartelé: aux 1 et 4 palé d'or et d'azur, au chef de gueules chargé de trois hydres d'or, aux 2 et 3 d'azur au lion d'argent, à la bordure de gueules chargée de seize fleurs de lis d'or; sur le tout, écartelé d'or et d'azur. |
| Blason de Bouchage (Le) | Détails | * Il y a là non-respect de la règle de contrariété des couleurs : ces armes sont fautives (gueules sur azur). Blason sur le site de la commune, 2017.                                                                            |